# Acianthera modestissima
Acianthera modestissima  es una especie de orquídea originaria de  Brasil , anteriormente perteneciente al género Pleurothallis. 

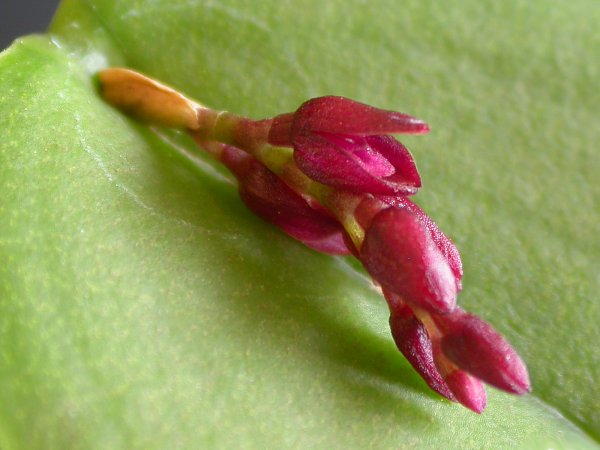
Flores

## Descripción
Se encuentra en Minas Gerais en Brasil en un ramicaule erecto que lleva una sola hoja, apical, erecta, oblonga, aguda, estrechándose abajo en la base. Florece en algunas inflorescencias, racemosas, más cortas que la hoja.

## Taxonomía
Acianthera modestissima fue descrita por (Rchb.f. & Warm.) Pridgeon & M.W.Chase   y publicado en Lindleyana 16(4): 244-245. 2001.
Etimología
Acianthera: nombre genérico que es una referencia a la posición de las anteras de algunas de sus especies.
modestissima: epíteto latino que significa "la más modesta".
Sinonimia
- Humboltia modestissima (Rchb.f. & Warm.) Kuntze
- Pleurothallis modestissima Rchb.f. & Warm.[3][4]